# Bez tebe
Bez tebe (slovensko: Brez tebe) je debitantski studijski album slovenske pevke Senidah. Izšel je 25. marca 2019 pri beograjski založbi Bassivity Digital. Pesmi sta napisala avtorica in Anže Kacafura, ki je tudi izvršni producent albuma, z izjemo pesmi "Crno srce", ki jo je napisal in produciral Slobodan Veljković - Coby. Album, ki obsega deset pesmi, je predvsem urbana glasba, ki vključuje elektronsko, soul in indie glasbo. Besedila pesmi govorijo o iskanju ljubezni. 

## Ozadje
Senidah je svojo kariero začela leta 2010 kot pevka v slovenskem pop in blues bandu Muff. Marca 2018 je izdala trap singl "Slađana" za beograjsko založbo Bassivity Digital, ki je hitro pridobila veliko popularnost na zahodnem Balkanu. Drugi singl "Belo" je bil izdan 3. junija. Naslovna pesem in "Nisi bio tu" sta bili objavljeni 28. decembra z videoma z besedilom. "Slađana" je prejela nagrado za najboljšo hip-hop pesem leta na podelitvi glasbenih nagrad Music Awards Ceremony 2019.
Po izidu prvega samostojnega singla v angleščini "Ride" pri založbi Universal Serbia 19. marca 2019 je Senidah preko Instagrama napovedala izdajo prvega studijskega albuma. Na dan izida je potekala promocija za medije in njene prijatelje ter sodelavce, predstavila pa je tudi videospot za "Crno srce".

## Glasba in besedila
Bez tebe je R&B in trap album, vsebuje pa tudi elemente elektronske, soul in indie glasbe. Pesmi je napisala Senidah poleg producenta Anže Kacafura, besedila pa je napisal Benjamin Krnetić. 
Otvoritvena pesem z albuma, "Soba", ima počasen trap beat, ki ga dopolnjuje čustveno besedilo, in določi atmosfero albuma. Za naslov vodilnega singla »Slađana«, ki je običajno žensko ime, je pevka rekla, da gre za predstavitev naključnega dekleta, ki išče ljubezen in s katero se ljudje lahko povežejo. Nekateri verjamejo, da se naslov nanaša na ulični slengovski izraz za amfetamin in njegov vpliv kot pobeg iz resničnosti, razočaranja in osamljenosti. Drugi mislijo, da se to nanaša na srbsko rock glasbenico Slađano Milošević, ki je znana po svojem edinstvenem videzu in glasbenem slogu. Tretja pesem, "Crno srce", poglablja temno vzdušje. Vendar pa "Aman" prinaša svetlejši ton, čeprav besedilo govori o končanem razmerju. Pesem vključuje tudi več turških izrazov, ki se pogosto uporabljajo na zahodnem Balkanu. Naslovna pesem "Bez tebe" je melanholična trap balada. Šesta pesem, "Treći svet" (Tretji svet), je opisan kot "poletni jam". "Vatra" (Ogenj) ima tudi poletne motive, vendar s temnejšim prizvokom. Tudi "Belo" se navezuje na droge, le da tokrat z eksplicitnimi aluzijami skozi celotno pesem. "Strava" (Groza) je bila opisana kot rave ljubezenska pesem, na katero je vplivala glasba iz 80-ih . Končna skladba, "Nisi bio tu" je bila napisala po nesrečnih dogodkih iz avtoričinega življenja in z akustično kitaro in močnimi vokali na iskren način zaključi album.

## Kritični odziv
Gregor Kocijančič je v recenziji za revijo Mladina albumu dodelil oceno 4 zvezdice in napisal: "Plošča Bez tebe je prepričljiva zgolj takrat, ko se oklepa formule, ki je Senido ponesla med balkanske zvezde: sveže kombinacije trapa in pompoznosti balkanskih narodnjakov. Žal je album zastavljen bolj raznoliko in se kar nekajkrat razbremeni ogrodja trendi R&B-produkcije: v teh pasusih zazveni kot povprečen, cenen turbofolk, kakršnega slišimo denimo na Pink TV ali na študentskih balkan zabavah. Takšen je na primer novi singel "Crno srce", ki ga je sproduciral srbski pop zvezdnik Coby. Grenek priokus pusti tudi zadnja skladba na plošči, saj zavije v vode cenenih dalmatinskih jeremijad."

## Seznam pesmi
| Št.             | Naslov                | Pisec                                               | Producent(i)    | Dolžina |
| --------------- | --------------------- | --------------------------------------------------- | --------------- | ------- |
| 1.              | „Soba‟ (Intro)        | Senida Hajdarpašić, Benjamin Krnetić, Anže Kacafura | Cazzafura       | 3:20    |
| 2.              | „Slađana‟             | Hajdarpašić, Krnetić, Kacafura                      | Cazzafura       | 2:56    |
| 3.              | „Crno srce‟           | Hajdarpašić, Krnetić, Slobodan Veljković            | Coby            | 3:14    |
| 4.              | „Aman‟                | Hajdarpašić, Krnetić, Kacafura                      | Cazzafura       | 3:52    |
| 5.              | „Bez tebe‟            | Hajdarpašić, Krnetić, Kacafura                      | Cazzafura       | 3:33    |
| 6.              | „Treći svet‟          | Hajdarpašić, Krnetić, Kacafura                      | Cazzafura       | 3:20    |
| 7.              | „Vatra‟               | Hajdarpašić, Krnetić, Kacafura                      | Cazzafura       | 3:13    |
| 8.              | „Belo‟                | Hajdarpašić, Krnetić, Kacafura                      | Cazzafura       | 3:21    |
| 9.              | „Strava‟              | Hajdarpašić, Krnetić, Kacafura                      | Cazzafura       | 2:54    |
| 10.             | „Nisi bio tu‟ (Outro) | Hajdarpašić, Krnetić, Tadej Košir                   | Cazzafura       | 4:20    |
| Skupna dolžina: | Skupna dolžina:       | Skupna dolžina:                                     | Skupna dolžina: | 34:03   |